# Visera

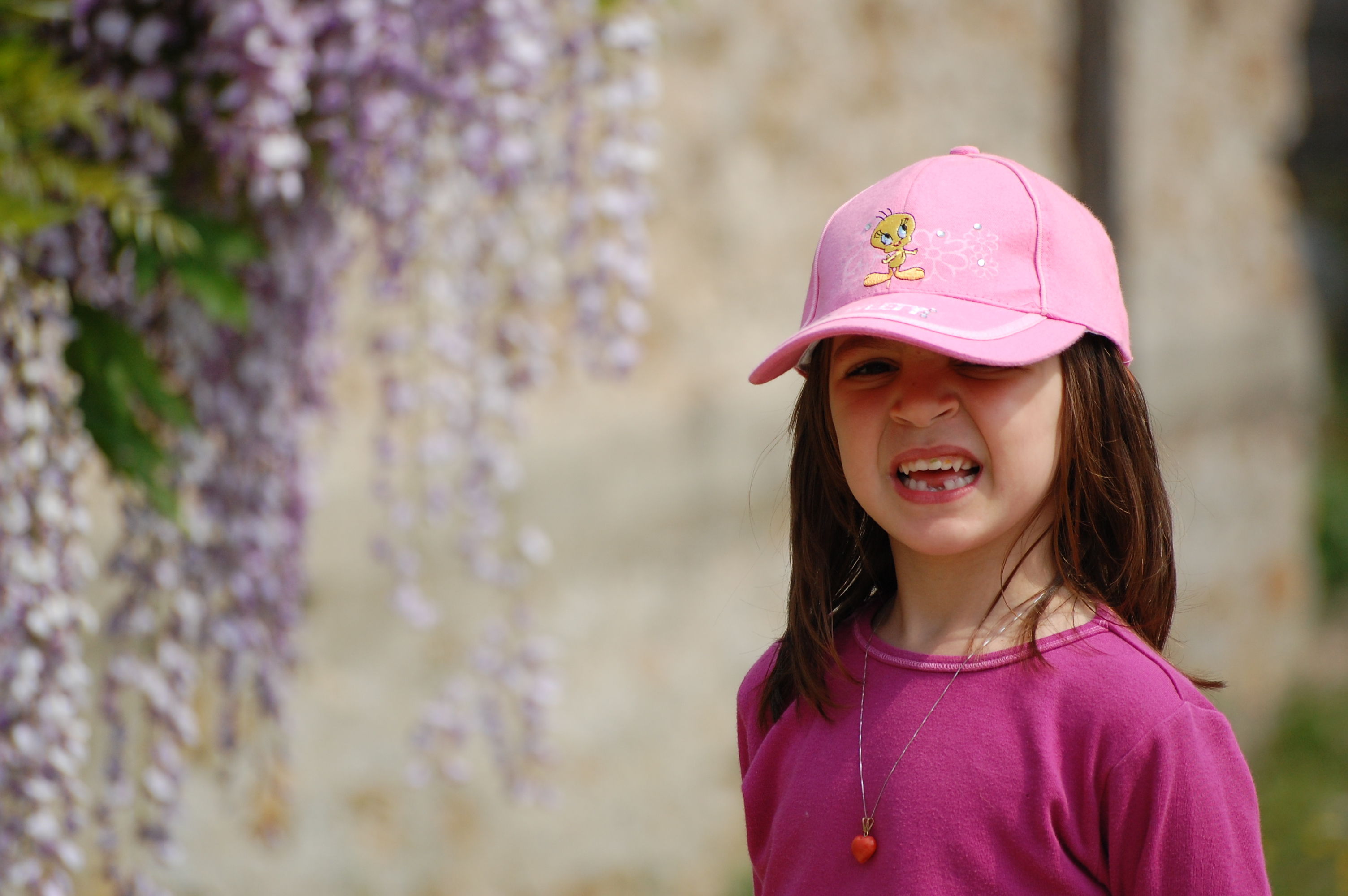
Niña usando una gorra con visera.

Una visera es la parte delantera de la gorra que tiene como finalidad protegerse de los rayos del sol. Se encuentra también como pieza independiente junto con una cinta o similar sistema de sujeción a la cabeza.
Visera es también la parte del yelmo que protege el rostro de los golpes; suele ser móvil y tener una serie de hendiduras o agujeros para posibilitar la visión.
En los cascos, la visera es la superficie fija o móvil que protege la cara además de los ojos si ésta es oscura, como por ejemplo en un yelmo.
En arquitectura, una visera es una extensión de un edificio que da protección al sol o a la lluvia.
En los vehículos como automóviles, camiones o camionetas, visera se refiere a un elemento ubicado en el interior de la cabina cerca del extremo superior del parabrisas, que se puede extender o retraer para tapar el sol según se requiera.
En los barcos, los que tienen una rampa en proa que se levanta, se conoce a esa parte como visera de proa por la similitud visual.

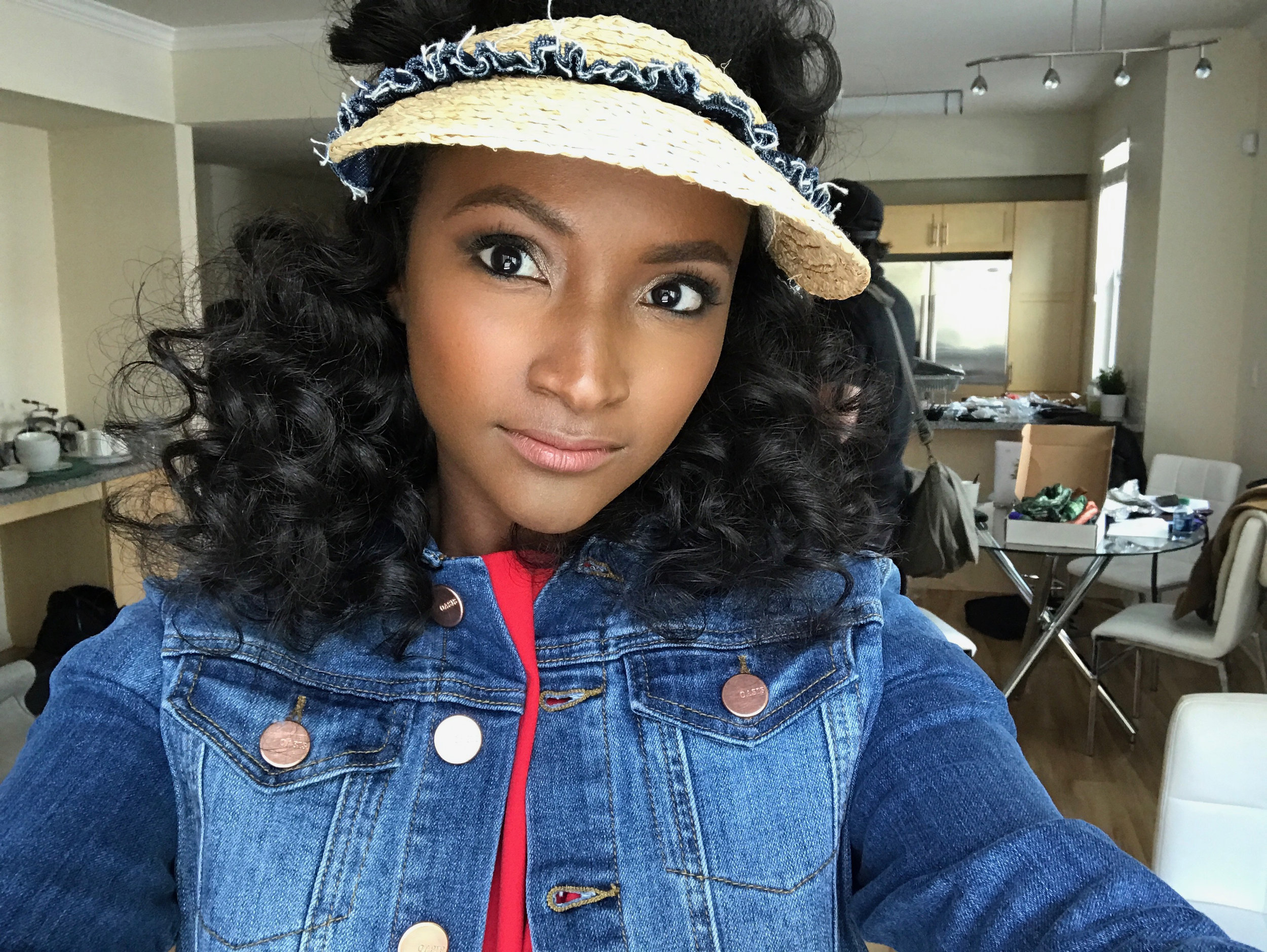
Visera de paja
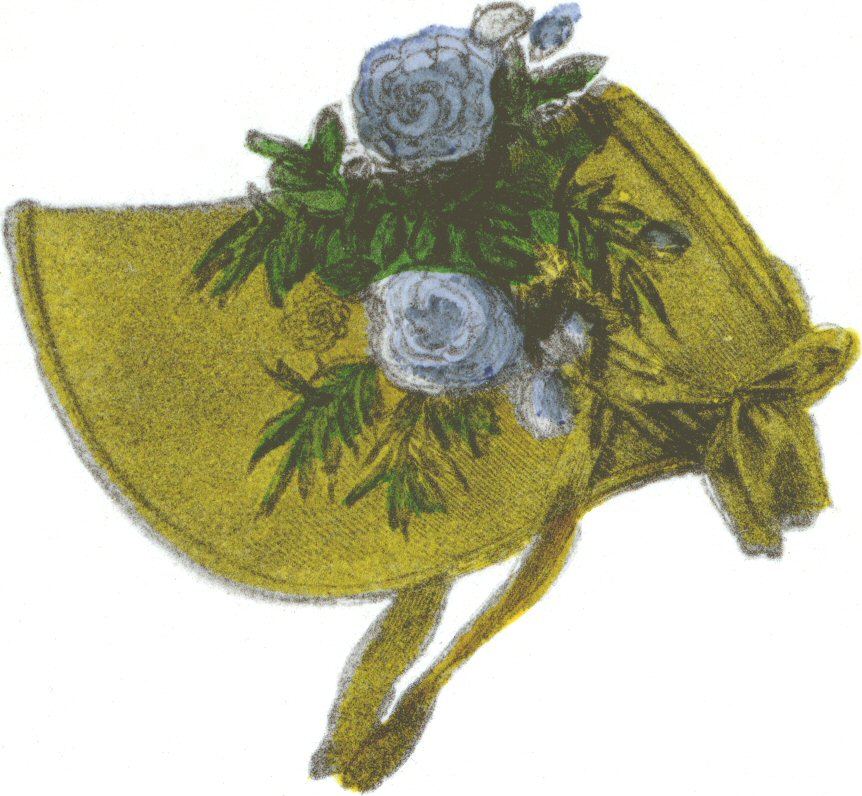
Visera de 1820
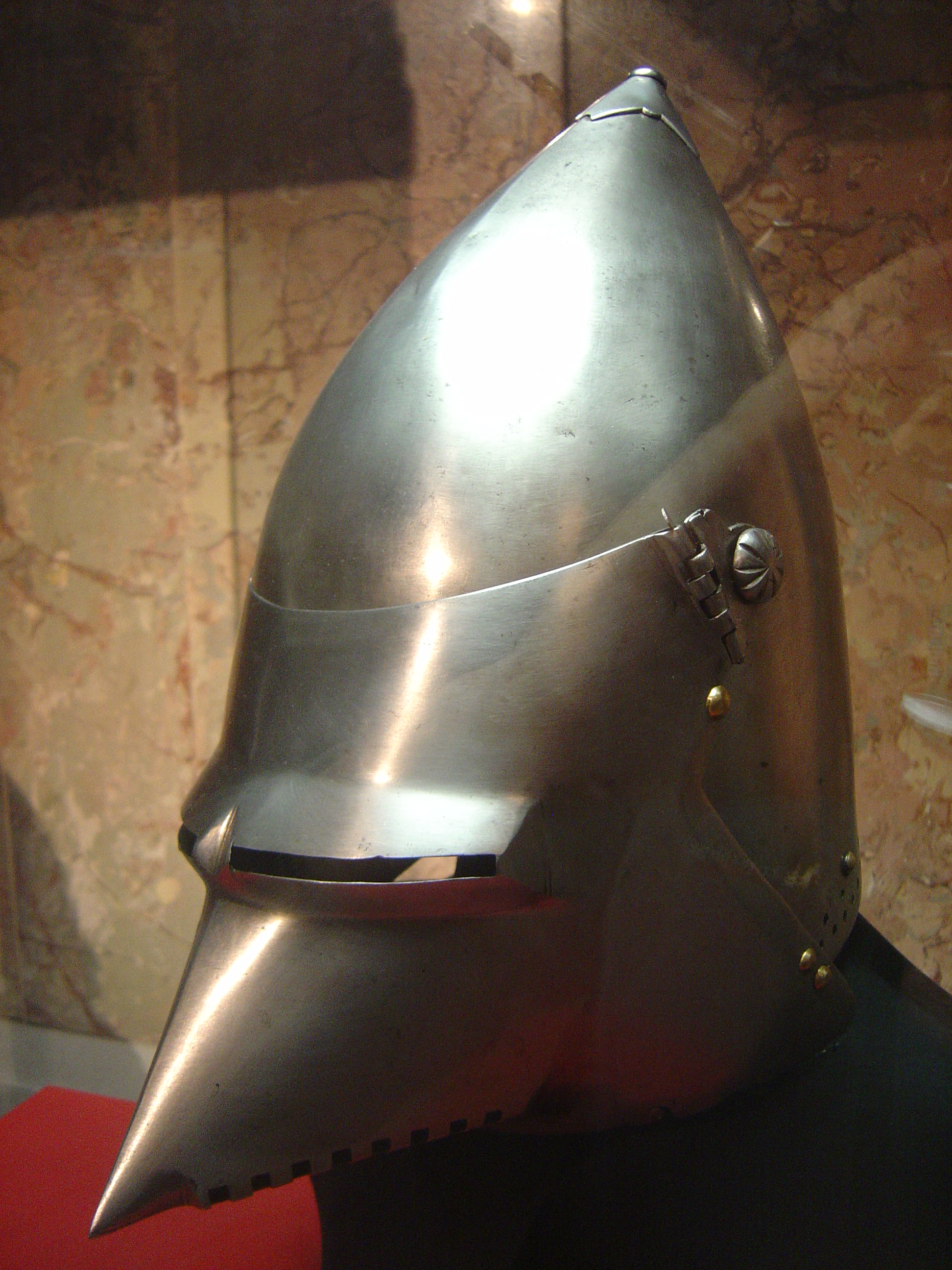
Yelmo con visera
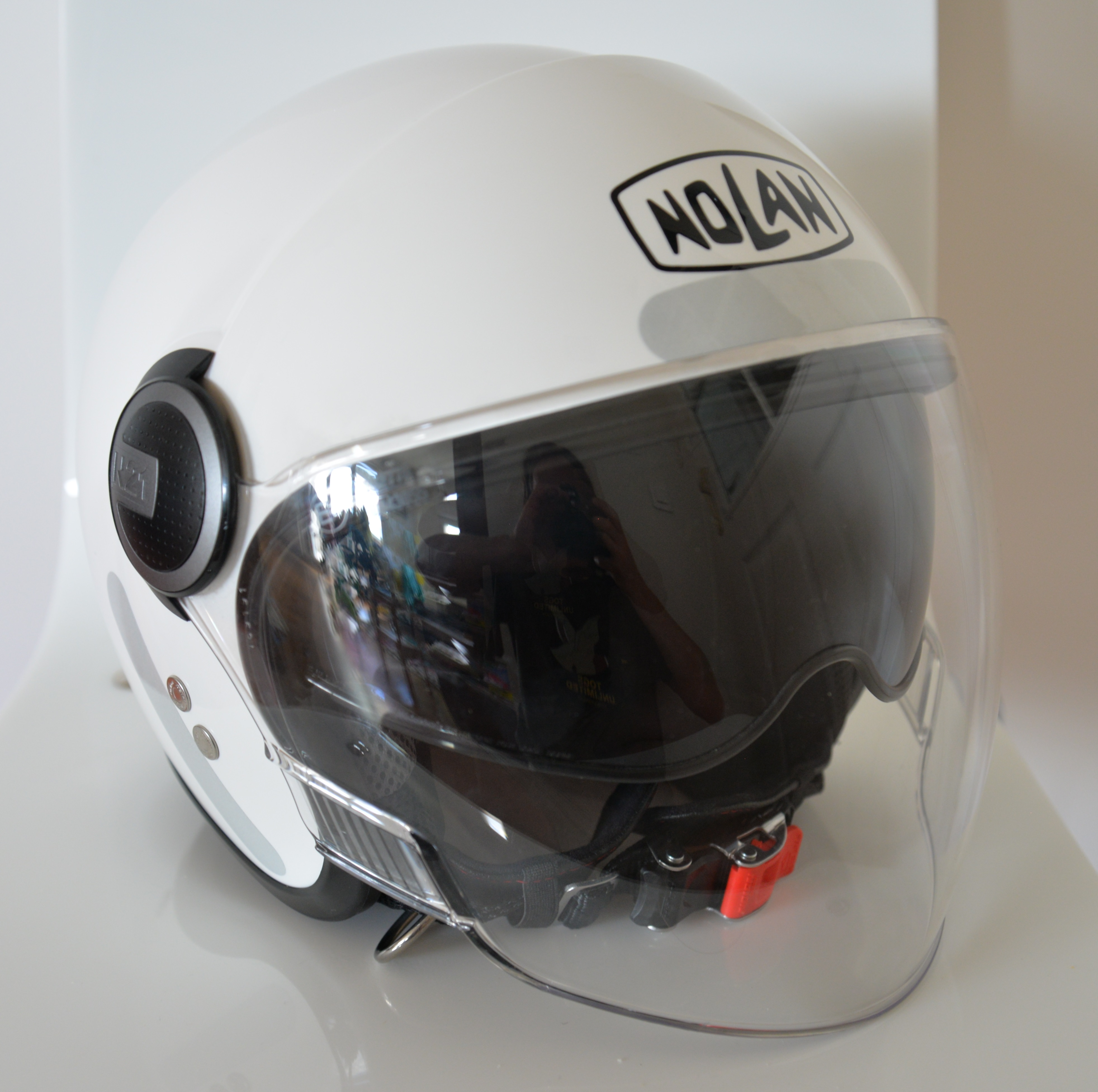
Casco con visera
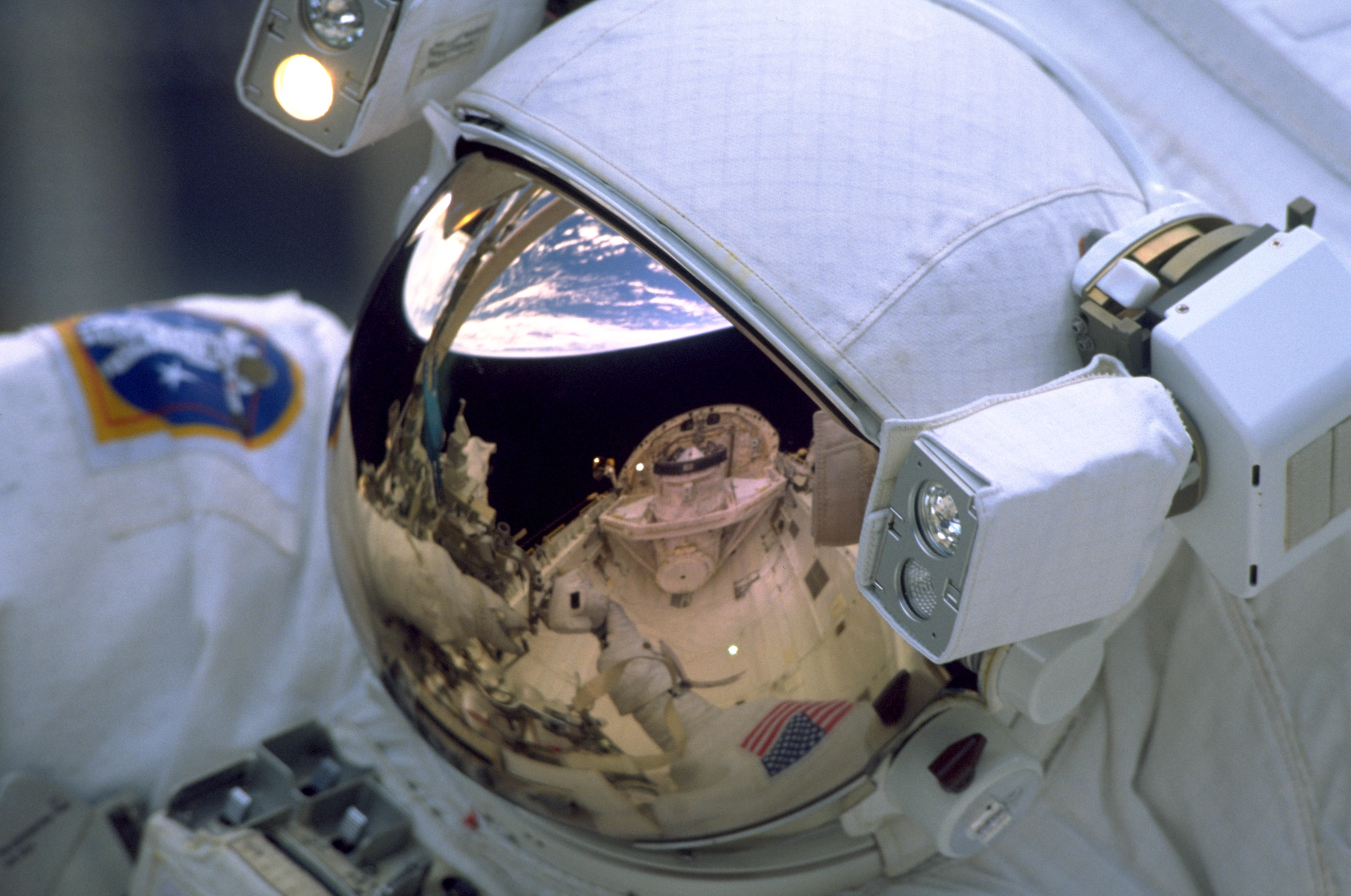
Visera en un traje de astronauta
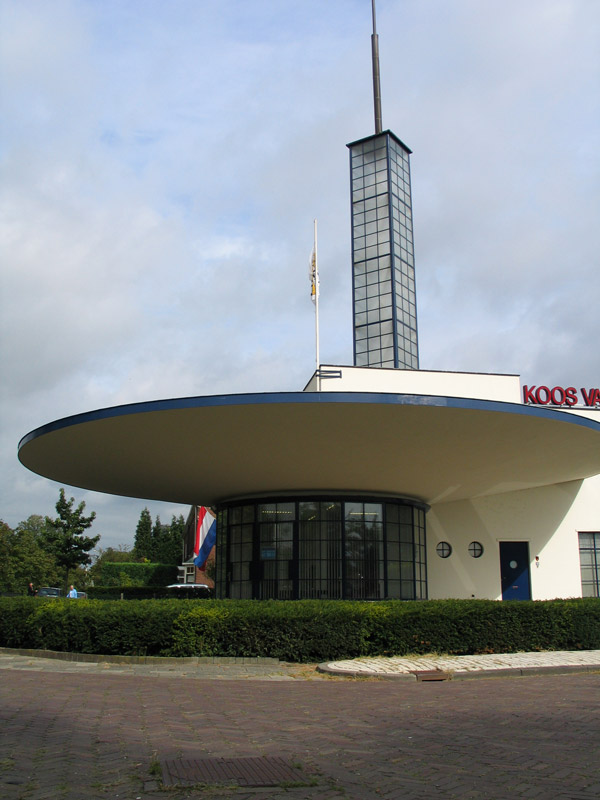
Gasolinera con visera grande
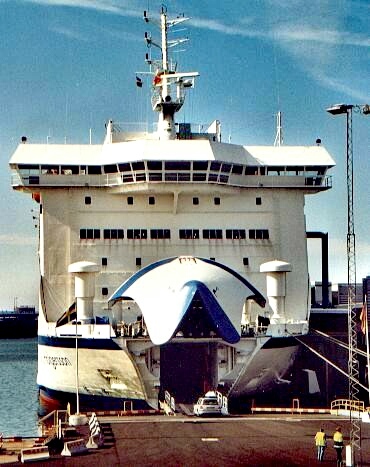
Visera de proa en un barco